# Эль-Бовалар
Эль-Бовалар — археологический памятник эпохи вестготов, расположенный в муниципалитете Серос комарки Сегриа, состоявший из заброшенной деревни (aldea), базилики с купелью и некрополя. Тесно прижатые друг к другу каменные дома обычно имели три помещения. Вместе они образовывали общее пространство, где устраивались альмасара (место для выдавливания оливкового масла), несколько погребов-подвалов и церковь.
Храм и деревня были заброшены после вторжения мусульманского короля Тарика ибн Зияда, завоевавшего королевство вестготов.

## Обнаружение
В 1943—1987 годах в Эль-Боваларе проводились археологические раскопки. Руины вестготской церкви были обнаружены в 1943 году и раскопаны в 1967 году. Здание сохранилось до высоты чуть более метра. Было сохранено несколько бронзовых и керамических литургических предметов, в том числе курильница. Они выставлены в археологическом музее Лериды
В 1976 году была проведена еще одна серия археологических раскопок под руководством Пере де Палоля. Была исследована область на южной стороне, рядом с церковью. Здесь было найдено два двора сгруппированных помещений, один из которых находится рядом с церковью. Отчет об этих раскопках доступен только в кратких сводках. Группа зданий описывается как взаимосвязанные. Однако эта оценка основана скорее на многочисленных мелких находках на местности.